# کوتینیولا
کوتینیولا (به ایتالیایی: Cotignola) یک کومونه در ایتالیا است که در استان راونا واقع شده‌است.

## خصوصیات
کوتینیولا ۳۵٫۰ کیلومترمربع مساحت و ۷٬۴۱۴ نفر جمعیت دارد و ۱۹ متر بالاتر از سطح دریا واقع شده‌است.

## خواهرخوانده
شهر هوتلینگن خواهرخوانده کوتینیولا است.